# Peter Walker
Peter Douglas Conyers Walker (Leeds, 7 ottobre 1912 – Newtown, 1º marzo 1984) è stato un pilota automobilistico inglese, che prese parte ad alcune gare di Formula 1.

## Risultati in Formula 1
| 1950 | Scuderia       | Vettura |     |  |  |  |  |  |  |  |  | Punti | Pos. |
| ---- | -------------- | ------- | --- |  |  |  |  |  |  |  |  | ----- | ---- |
| 1950 | Pilota privato | ERA     | Rit |  |  |  |  |  |  |  |  | 0     |      |

| 1951 | Scuderia | Vettura |  |  |  |  |   |  |  |  |  | Punti | Pos. |
| ---- | -------- | ------- |  |  |  |  | - |  |  |  |  | ----- | ---- |
| 1951 | BRM      | BRM P15 |  |  |  |  | 7 |  |  |  |  | 0     |      |

| 1955 | Scuderia                     | Vettura   |  |  |  |  |     |     |  |  |  | Punti | Pos. |
| ---- | ---------------------------- | --------- |  |  |  |  | --- | --- |  |  |  | ----- | ---- |
| 1955 | Rob Walker Stirling Moss Ltd | Connaught |  |  |  |  | Rit | Rit |  |  |  | 0     |      |

| Legenda | 1º posto     | 2º posto | 3º posto    | A punti         | Senza punti/Non class.  | Grassetto – Pole position Corsivo – Giro più veloce |
| Legenda | Squalificato | Ritirato | Non partito | Non qualificato | Solo prove/Terzo pilota | Grassetto – Pole position Corsivo – Giro più veloce |